# Paul Isling
Paul Isling (före 1935 Johansson), född 2 juli 1928 i Ljuder, Kronobergs län död 3 september 2011 i Nybro, var en svensk formgivare och gravör knuten till Nybro glasbruk. Han har bland annat skapat skålar, i form av skutor, avsedda för räkor och sill.